# Министерство внутренних дел Латвии
Министерство внутренних дел Латвийской Республики (латыш. Latvijas Republikas Iekšlietu ministrija) — учреждение государственного управления в сфере внутренних дел. Основными задачами являются разработка и реализация единой политики по охране общественного порядка и защите прав человека, совместно с судебной системой, государственной администрацией и местными властями.

## История
В 1905 году после революционных событий в Лифляндской губернии России и оккупации в 1915 году германскими войсками Курляндии в ходе Первой мировой войны, 18 ноября 1918 года Народный совет Латвии провозгласил новое государство — Латвийскую Республику. Министерство внутренних дел было создано в том же году.
Латвийская ССР вошла в состав СССР 5 августа 1940 года, а 30 августа 1940 года был создан НКВД Латвийской ССР. В 1946 году V сессия Верховного Совета СССР приняла Закон о преобразовании Совета народных комиссаров СССР в Совет министров СССР, а народных комиссариатов — в министерства.
4 мая 1990 года Верховный Совет Латвийской ССР принял Декларацию о восстановлении независимости Латвийской Республики, и после этого министерство получило нынешнее название.

## Министры
- Микелис Валтерс (18 ноября 1918 — 8 декабря 1919)
- Арведс Бергс (9 декабря 1919 — 18 июня 1921)
- Альберт Квиесис (18 июня 1921 — 25 января 1923)
- Петерис Бергис (25 января 1923 — 26 июня 1923)
- Альфред Бирзниекс (26 июня 1923 — 09.05.1924)
- Петр Джурашевский (09 мая 1924 — 17 декабря 1924)
- Эдуард Лайминьш (17 декабря 1924 — 17 декабря 1926)
- Маргерс Скуениекс (17 декабря 1926 — 24 января 1928)
- Ансис Петревичс (24 марта 1931 — 06 декабря 1931)
- Янис Каулиньш (6 декабря 1931 — 23 марта 1933)
- Готфрид Мильберг (23 марта 1933 — 17 марта 1934)
- Вилис Гулбис (17 марта 1934 — 17 января 1939)
- Корнелийс Вейтманис (17 января 1939 — 20 июня 1940)
- Альфонс Андреевич Новикс (25 августа 1940 — 31 июля 1941)
- Август Петрович Эглит (24 марта 1944 — 17 января 1951)
- Альберт Яковлевич Сиекс (17 января 1951 — 16 марта 1953)
- Николай Кузьмич Ковальчук (16 марта — 23 мая 1953)
- Иван Донатович Зуян (23 мая 1953 — 31 января 1963)
- Владимир Альфредович Сея (31 января 1963 — 13 июля 1972)
- Янис Викторович Бролиш (13 июля 1972 — 10 февраля 1978)
- Михаил Филиппович Дрозд (10 февраля 1978 — 30 августа 1985)
- Владимир Демьянович Егоров (30 августа 1985 — 12 ноября 1986)
- Бруно Яковлевич Штейнбрик (12 ноября 1986 — 18 июня 1990)
- Алоиз Владиславович Вазнис (4 июня 1990 — 20 ноября 1991)
- Зиедонис Чеверс (20 ноября 1991 — 20 июня 1993)
- Гиртс-Валдис Кристовскис (20 июня 1993 — 28 октября 1994)
- Янис Адамсонс (11 ноября 1994 — 21 декабря 1995)
- Дайнис Турлайс (21 декабря 1995 — 10 июля 1997)
- Зиедонис Чеверс (7 августа 1997 — 9 апреля 1998)
- Андрей Крастиньш (4 мая 1998 — 26 ноября 1998)
- Роберт Юрджс (26 ноября 1998 — 16 июля 1999)
- Марек Сеглиньш (16 июля 1999 — 30 сентября 2002)
- Марис Гулбис (7 ноября 2002 — 9 марта 2004)
- Эрикс Екабсонс (25 марта 2004 — 21 октября 2005)
- Дзинтарс Яунджейкарс (3 ноября 2005 — 7 ноября 2006)
- Иварс Годманис (7 ноября 2006 — 20 декабря 2007)
- Марек Сеглиньш (20 декабря 2007 — 12 марта 2009)
- Линда Мурниеце (12 марта 2009 — 6 июня 2011)
- Рихард Козловскис (25 октября 2011 — 23 января 2019)
- Сандис Гиргенс (23 января 2019 — 3 июня 2021)
- Мария Голубева (3 июня 2021 — 16 мая 2022)
- Кристапс Эклонс (26 мая 2022 — 14 декабря 2022)
- Марис Кучинскис (14 декабря 2022 - 15 сентября 2023)
- Рихард Козловскис (с 15 сентября 2023)